# Fulengia
Fulengia – rodzaj dinozaura odkrytego w Chinach (Junnan).

## Pożywienie
rośliny

## Występowanie
Zamieszkiwał dzisiejsze Chiny w czasie wczesnej jury.

## Gatunki
- F. youngi